# Jiuquan

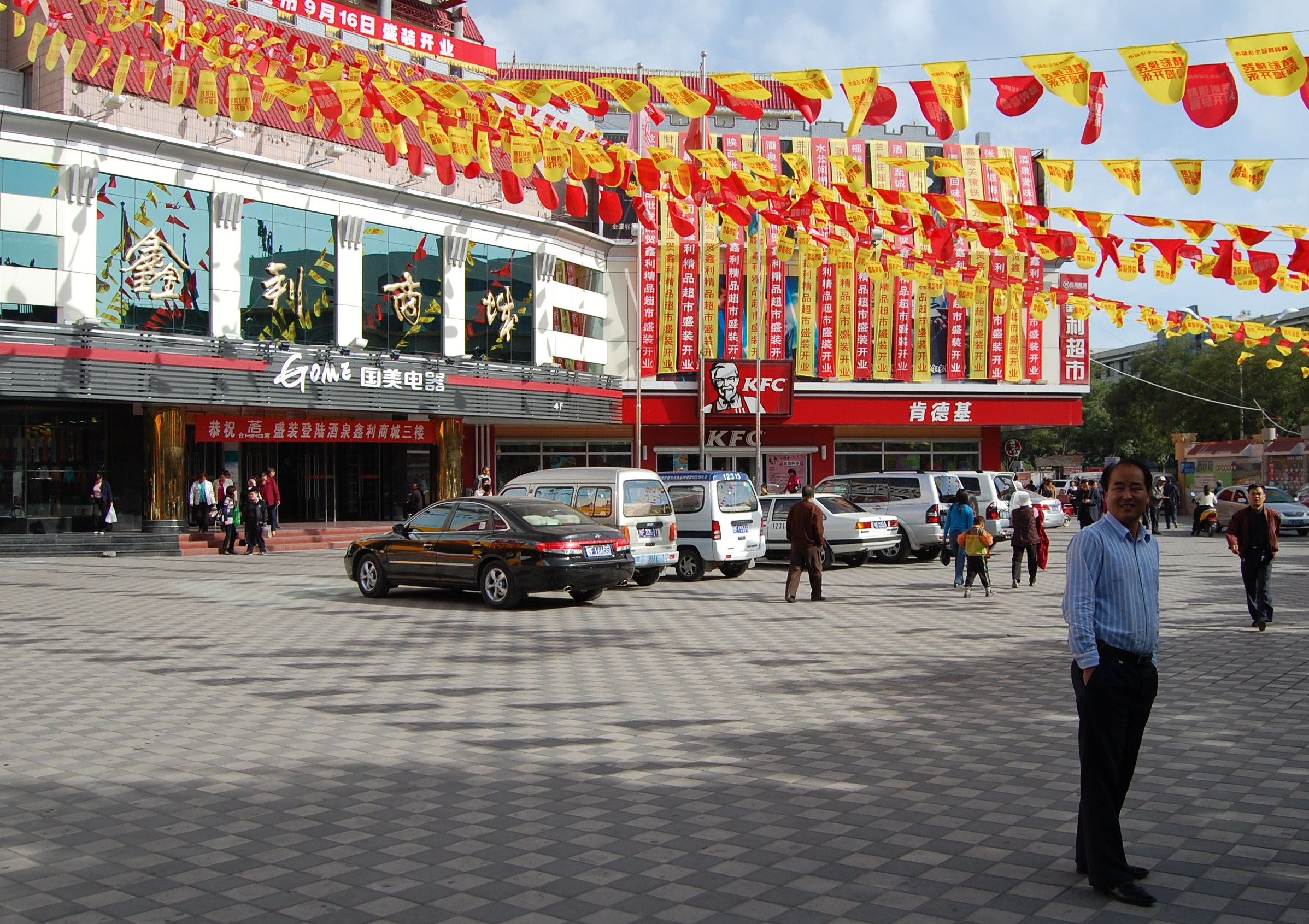
Modernes Straßenbild

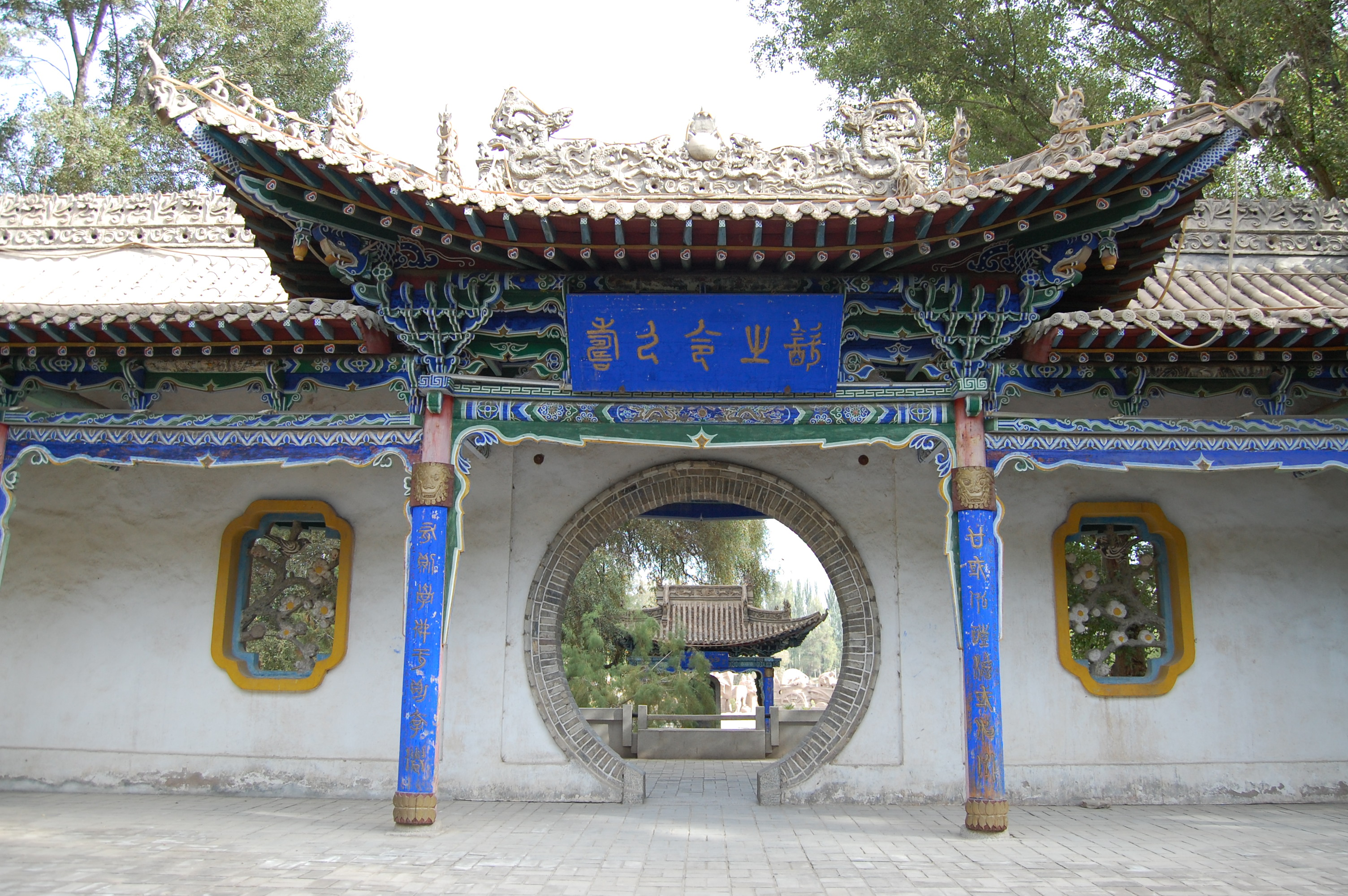
Eingang zur legendären Weinquelle des Generals Huo Qubing

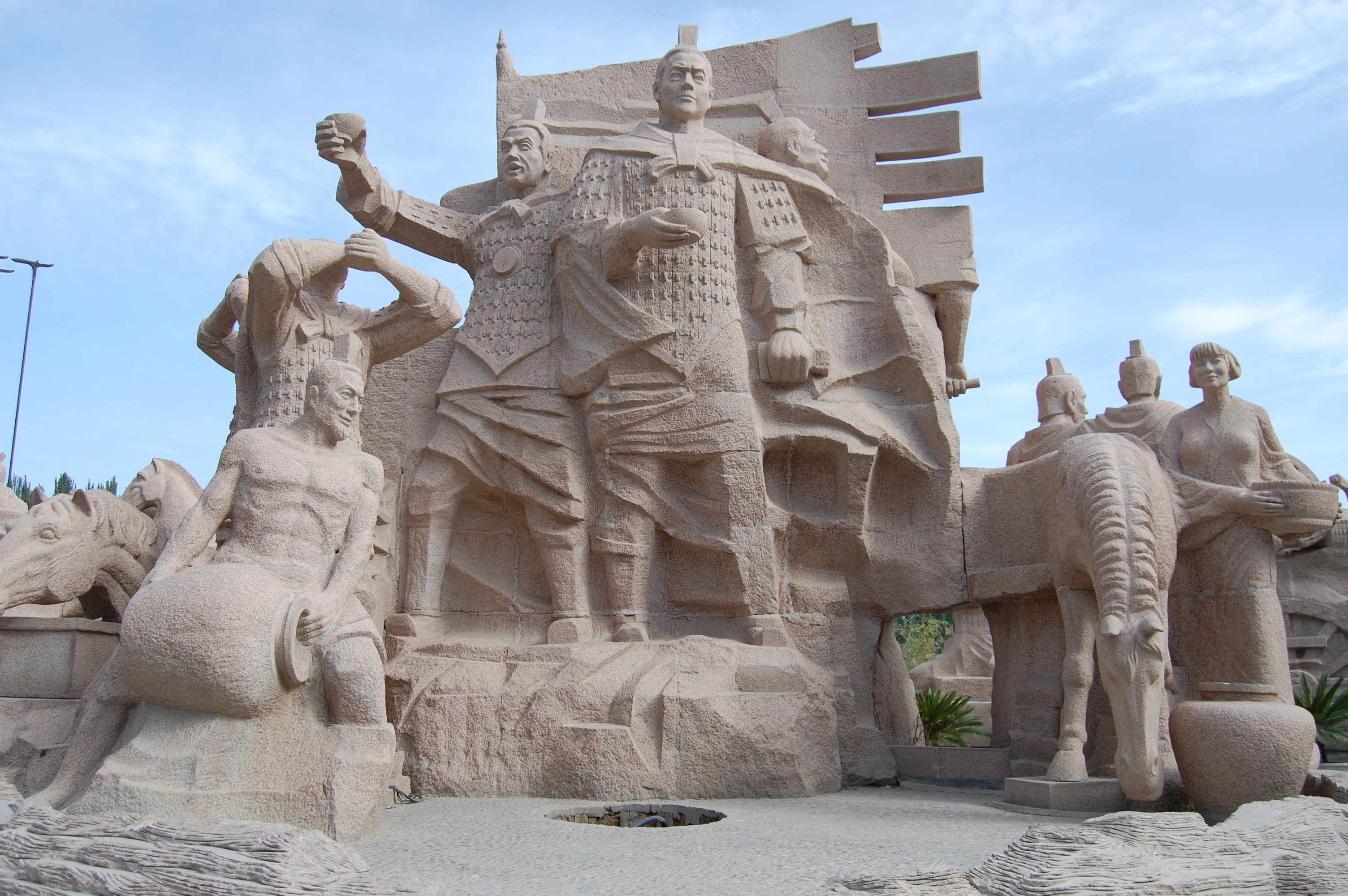
General Huo Qubing (Mitte) lässt Wein in die Quelle schütten (links)

Jiuquan (chinesisch 酒泉市, Pinyin Jiǔquán Shì) ist eine bezirksfreie Stadt in der Volksrepublik China.
Jiuquan wurde am 18. Juni 2002 auf der Fläche des am gleichen Tag aufgelösten Regierungsbezirks Jiuquan gegründet, gleichzeitig wurde auch die kreisfreie Stadt Jiuquan aufgelöst. An ihre Stelle trat der Stadtbezirk Suzhou. Jiuquan erstreckt sich über den gesamten Westzipfel der chinesischen Provinz Gansu, mit Ausnahme des Verwaltungsgebiets der Stadt Jiayuguan. Es hat eine Fläche von 193.974 km². Die Stadt liegt etwa 1.500 m über dem Meeresspiegel. Ihr Territorium grenzt im Westen an das Uigurische Autonome Gebiet Xinjiang. Nach der Volkszählung 2020 hatte Jiuquan 1.055.706 ständige Einwohner. Dies waren 40.241 Einwohner weniger als bei der vorangegangenen Volkszählung 2010 (1.095.947).
Nach der Stadt Jiuquan benannt wurde das 1956 erbaute Kosmodrom Jiuquan. Der Raketenstartplatz befindet sich ca. 200 km nordöstlich der Stadt in der Autonomen Region Innere Mongolei. Von hier wurde im Oktober 2003 der erste bemannte chinesische Raumflug gestartet.
Etwa 150 km nordwestlich der Stadt liegt der Windpark Gansu (auch Jiuquan Wind Power Base), einer der größten Windparks der Welt; 2012 waren bereits mehr als 3500 Windräder mit 6 GW Leistung installiert, 2020 sollen es in der Endausbaustufe 20 GW werden.
Ihren Namen verdankt die Stadt einer Legende: nach dem Sieg des Heerführers Huo Qubing über die Xiongnu soll ihm der Kaiser Wudi mit Wein gedankt haben. Huo soll aber den Wein in eine Quelle gegossen haben, um seine Krieger daran teilhaben zu lassen. Durch diese Quelle, aus der fortan Wein statt Wasser sprudelte, erhielt die Stadt Jiuquan (dt. „Weinquelle“) ihren Namen. Die Quelle ist heute eine nationale Touristenattraktion der Stadt.

## Administrative Gliederung
Das Verwaltungsgebiet der Stadt Jiuquan besteht aus einem Stadtbezirk, zwei kreisfreien Städten, zwei Kreisen und zwei Autonomen Kreisen (Stand: Volkszählung 2020).
- Stadtbezirk Suzhou (肃州区), 455.611 Einwohner, 3.346 km²,
- Stadt Yumen (玉门市), 137.736 Einwohner, 13.307 km²,
- Stadt Dunhuang (敦煌市), 185.231 Einwohner, 30.984 km²,
- Kreis Jinta (金塔县), Hauptort: Großgemeinde Jinta (金塔镇), 121.766 Einwohner, 18.877 km²,
- Kreis Guazhou (瓜州县), Hauptort: Großgemeinde Yuanquan (渊泉镇), 129.299 Einwohner, 24.084 km²,
- Autonomer Kreis Subei der Mongolen (肃北蒙古族自治县), Hauptort: Großgemeinde Dangchengwan (党城湾镇), 15.093 Einwohner, 69.274 km²,
- Autonomer Kreis Aksay der Kasachen (阿克塞哈萨克族自治县), Hauptort: Großgemeinde Hongliuwan (红柳湾镇), 10.970 Einwohner, 34.103 km².

## Ethnische Gliederung der Gesamtbevölkerung Jiuquans (2000)
Beim Zensus im Jahr 2000 wurde in Jiuquan eine Gesamtbevölkerung von 980.492 Personen ermittelt (Bevölkerungsdichte 5,45 Einwohner/km²).
| Name des Volkes | Einwohner | Anteil  |
| --------------- | --------- | ------- |
| Han             | 952.672   | 97,16 % |
| Hui             | 7.248     | 0,74 %  |
| Dongxiang       | 5.623     | 0,57 %  |
| Mongolen        | 4.958     | 0,51 %  |
| Kasachen        | 2.788     | 0,28 %  |
| Yugur           | 2.435     | 0,25 %  |
| Tibeter         | 2.307     | 0,24 %  |
| Tu              | 791       | 0,08 %  |
| Mandschu        | 686       | 0,07 %  |
| Tujia           | 230       | 0,02 %  |
| Uiguren         | 190       | 0,02 %  |
| Miao            | 125       | 0,01 %  |
| Sonstige        | 439       | 0,05 %  |